# Agama cristata
Espèce
Synonymes
- Agama maria Barabanov, 2008

Statut de conservation UICN

 LC  : Préoccupation mineure
Agama cristata est une espèce de sauriens de la famille des Agamidae.

## Répartition
Cette espèce est endémique de Guinée. 

## Synonymie
- Agama cristata Merrem, 1820 est synonyme de Corytophanes cristatus (Merrem, 1820).

## Publication originale
- Mocquard, 1905 : Description de deux nouvelles especes de Reptiles. Bulletin du Muséum d'Histoire Naturelle, Paris, vol. 11, p. 288-290 (texte intégral).